# 봉화여자중학교
봉화여자중학교는 경상북도 봉화군 봉화읍 해저리에 있었던 중학교이다.

## 변천
- 1968.11. 20 봉화여자중학교 설립인가
- 1968. 3. 8 개교
- 1969.12. 15 학칙변경(9학급)
- 1976. 3. 13 12학급인가
- 1987. 2. 19 제 17회 졸업식(총 3,672명)
- 2007. 3. 1 폐교, 봉화중학교와 통합